# Campionato femminile Rugby Europe 2016
Il campionato femminile Rugby Europe 2016 (in spagnolo campeonato de Europa de rugby femenino 2016) fu la 21ª edizione del torneo europeo di rugby a 15 femminile organizzato da Rugby Europe.
Si tenne a Madrid, in Spagna, dal 6 al 15 ottobre 2016 e vide impegnate 6 squadre ripartite in due gironi.
Il torneo era valido anche come fase delle qualificazioni europee alla Coppa del Mondo di rugby femminile 2017: infatti la vincitrice del torneo era destinata a incontrare la peggior classificata della classifica avulsa tra Galles, Italia e Scozia (le tre squadre di tale torneo non automaticamente qualificate alla Coppa del Mondo), nelle due edizioni combinate dei Sei Nazioni 2015 e 2016.
A laurearsi campione d'Europa fu la Spagna, che batté in finale i Paesi Bassi 35-7; le iberiche dovettero affrontare in uno spareggio d'andata e ritorno la Scozia, che all'inizio dell'anno era risultata essere la peggiore delle tre squadre in lizza per i due posti alla Coppa del Mondo.
Tutte le gare si tennero allo stadio Nazionale Complutense di Madrid.

## Formula
Le sei squadre furono ripartite in due gironi di tre squadre ciascuno.
In ciascun girone le squadre si incontrarono tra di loro e in base alla classifica finale, le vincitrici del girone disputarono la gara di finale, le seconde classificate la gara di assegnazione del terzo posto, e le ultime classificate quella di assegnazione del quinto posto.
Il criterio di punteggio fu quello dell'Emisfero Sud, ovvero 4 punti per la vittoria, 2 per il pareggio, 0 per la sconfitta e gli eventuali bonus di un punto per la o le squadre che marcassero almeno 4 mete in un singolo incontro e l'ulteriore eventuale punto di bonus per la squadra perdente con sette punti di scarto o meno.

## Squadre partecipanti

### Girone A
- Belgio
- Rep. Ceca
- Spagna

### Girone B
- Paesi Bassi
- Russia
- Svizzera

## Fase a gironi

### Girone A
| Arbitro: | Sarah Toll |

|  |    | |
|  | mt | 2’ Plá 6’, 8’, 40’ P. Garcìa 21’ Rico 27’ Rial 31’ Bravo 34’ Echebarría 41’, 67’ A. Erbina 72’ Losada 79’ I. Schiavón |
|  | tr | 2’, 6’, 8’, 21’, 27’, 31’, 35’, 40’ P. García                                                                         |

| Arbitro: | Marie Lematte |

|  |    | |
|  | mt | 5’, 65’ I. Schiavón 7’ P. García 13’ Macías 15’, 51’, 60’ Cacho 20’ C. Pérez 26’ Medín 29’, 32’ Bravo 45’ Losada 48’ Del Pan 56’ Plá 68’ Rial 78’, 79’ Echebarría |
|  | tr | 13’, 15’ P. García 45’, 51’ I. Schiavón 68’ Echebarría 79’ Rial                                                                                                   |

| Arbitro: | Alhambra Nievas |

|                                                |    |             |
| Bosman 1’ Verzin 39’ Lalli 54’ d'Haeseleer 72’ | mt | 22’ Fisrová |

#### Classifica girone A
|  | Squadra   | G | V | N | P | P+  | P-  | P±   | B | PT |
|  | --------- | - | - | - | - | --- | --- | ---- | - | -- |
|  | Spagna    | 2 | 2 | 0 | 0 | 173 | 0   | +173 | 2 | 10 |
|  | Belgio    | 2 | 1 | 0 | 1 | 21  | 81  | -60  | 1 | 5  |
|  | Rep. Ceca | 2 | 0 | 0 | 2 | 5   | 118 | -113 | 0 | 0  |

### Girone B
| Arbitro: | Marie Lematte |

|  |    |                                                                                           |
|  | mt | 2’, 21’, 25’ Bakker 15’ v. Rossum 38’ Visser 42’ Udding 49’ Geertsema 54’ Klem 68’ Völker |
|  | tr | 2’, 15’, 21’, 54’, 68’ Laros                                                              |

| Arbitro: | Alhambra Nievas |

|                                     |    |                                   |
| Bogačëva 20’, 77’ Steblinskaija 57’ | mt | 3’ v.d. Berg 16’, 40’, 51’ Bakker |
| Kudinova 77’                        | tr | 40’ Laros                         |

| Arbitro: | Sarah Toll |

|  |    | |
|  | mt | 4’ Bankerova 6’, 26’ Bogačëva 12’, 18’ Teslenko 15’ Kerženčeva 21’ Kazakova 46’ Minislamova 52’ Seredina |
|  | tr | 12’, 26’, 46’ Bankerova                                                                                  |

#### Classifica girone B
|  | Squadra     | G | V | N | P | P+ | P-  | P±   | B | PT |
|  | ----------- | - | - | - | - | -- | --- | ---- | - | -- |
|  | Paesi Bassi | 2 | 2 | 0 | 0 | 77 | 15  | +62  | 2 | 10 |
|  | Russia      | 2 | 1 | 0 | 1 | 66 | 22  | +44  | 2 | 6  |
|  | Svizzera    | 2 | 0 | 0 | 2 | 0  | 106 | -106 | 0 | 0  |

## Finali

### Finale per il 5º posto
| Arbitro: | Alhambra Nievas |

|                             |    |                                  |
| Damborová 25’ Havelková 53’ | mt | 9’ Kehrli 45’, 57’, 70’ Casparis |
| Pokorná 25’                 | tr | 57’, 70’ Lami                    |

### Finale per il 3º posto
| Arbitro: | Sarah Toll |

|              |    | |
| De Grave 70’ | mt | 6’, 14’ Kazakova 8’, 18’ Bogačëva 21’, 57’ Trapežnikova 39’ Pikalova 42’ Teslenko 44’ Seredina 50’ Kudinova 64’ Ledovskaija 73’ Aplesneva |
|              | tr | 8’ Teslenko 14’, 18’, 39’, 44’, 50’, 57’ Kaščina                                                                                          |

### Finale
| Arbitro: | Marie Lematte |

| |              | |
| Pool 73’ | mt           | 6’, 60’ Bravo 43’, 69’ Vinueza 79’ Del Pan |
| Laros 73’ | tr           | 69’, 79’ P. García |
| | c.p.         | 47’, 58’ P. García |
| · Stomps · 51’ Völker · Selbeck · Hielckert · Bakker · 79’ Laros (c) · v. Rossum · Willems · Zwart · Draaisma · 51’ Wijmans · 51’ Udding · Visser · 18’ v. Loon · v. Altena | Formazioni   | · Plá · Casado · Rial · Bravo · Echebarría 11’ · P. García · Fernández · Rico 60’ · González (c) 70’ · Delgado 33’ · Ribeira · Castelo 40’ · Gasso · Medín 58’ · Del Pan |
| · 51’ Draaisma · 51’ Klem · 51’ Pool · 63’ Zethof · 79’ v.d. Berg | Sostituzioni | · Vinueza 33’ · Pérez 40’ · Redondo 58’ · Jaruena 60’ · Macías 70’ · A. Erbina 70’                                                                                       |
| Sascha Weirlich | Allenatori   | José Antonio Barrio |